# Tanystylum sinoabductus
Tanystylum sinoabductus is een zeespin uit de familie Ammotheidae. De soort behoort tot het geslacht Tanystylum. Tanystylum sinoabductus werd in 1992 voor het eerst wetenschappelijk beschreven door Bamber. 